# Stanisławowo (gmina Wierzbinek)
Stanisławowo – wieś w Polsce położona w województwie wielkopolskim, w powiecie konińskim, w gminie Wierzbinek, przy drodze wojewódzkiej nr 266.
W latach 1975–1998 miejscowość należała administracyjnie do województwa konińskiego.
Zobacz też: Stanisławowo.